# Polyptychoides erosus
Polyptychoides erosus är en fjärilsart som beskrevs av Jordan 1923. Polyptychoides erosus ingår i släktet Polyptychoides och familjen svärmare. Inga underarter finns listade i Catalogue of Life.